# Oberndorf an der Melk
Oberndorf an der Melk (fino al 1966 Griesdorf bei Oberndorf) è un comune austriaco di 2 939 abitanti nel distretto di Scheibbs, in Bassa Austria; ha lo status di comune mercato (Marktgemeinde). Nel 1960 ha inglobato il comune soppresso di Lehen.